# Zombies Monsters Robots
Zombies Monsters Robots também conhecido como ZMR, M.A.R.S, Hazard Ops, Fire Storm, Mercenary Online, Missão Global ou QQSM é um jogo gratuito de tiro em terceira pessoa (TPS) produzido pela filial da Epic Games em Xangai, a Yingpei Games. Foi lançado no Brasil pela Level Up! Games e atualmente é distribuído na América do Sul pela empresa Axeso5.
O jogo tem como temática batalhas entre mercenários, incluindo disputas entre jogadores (PvP) com os modos de deathmatch, eliminação, big head, etc. e o modo cooperativo, em missões contra o computador (PvE). Os mapas oferecem diversas ambientações diferentes, incluindo confrontos à terroristas em submarinos, epidemias de mortos-vivos, invasões à bases secretas e muito mais. O combate contra adversários controlados por Inteligência Artificial promete exigir forte trabalho em equipe para obter a vitória

## Jogabilidade

### Patentes
O jogo usa sistema de patentes semelhantes ao exército norte-americano, com algumas modificações.

### Personalização
O jogo tem um alto nível de customização. É possível personalizar armas, personagem e drones. Na Loja existem vários uniformes que podem ser adquiridos com o dinheiro do jogo ou dinheiro real. A customização das armas melhoram seu arsenal. As modificações incluem: baionetas, silenciadores, lunetas, pentes de munição, entre outros. 

### Clã
No jogo existe um sistema de clãs, no qual qualquer jogador pode ingressar ou criar o próprio para convidar os amigos.  

### Loja
No jogo existem três (3) lojas: gold (dinheiro do jogo recebido nas partidas e missões); crédito/cash (adquirido com dinheiro real) e a loja de REP (moeda conquistada apenas através de missões). Todas possuem um grande arsenal, no qual podem ser comprados vários itens, permanentes ou por dias. Nelas também são vendidas dispositivos que dão habilidades extra em combate, como por exemplo: maior velocidade, aumento de munição, energia, entre outros. 

## Países e regiões

### China
Em setembro de 2010, Yingpei Games anunciou o lançamento oficial do ZMR, com o nome original em chinês de 全球使命3》官方网站 QQSM (Missão Global em português). O jogo foi produzido com Unreal Engine 3, garantindo um desempenho extraordinário nos gráficos e áudio. Em 27 de setembro de 2011 foi aberto oficialmente em closed beta, e mudou para sempre os jogos de tiro .

### Brasil
A Level Up! Games em parceria com a Yingpei Games trouxe o jogo ao Brasil. O jogo foi anunciado oficialmente em 21 de março de 2012. Em 13 de junho foram liberadas as inscrições para o "período de testes fechados (closed beta)" do jogo. O Período de testes foi iniciado em 4 de julho de 2012.O jogo foi oficialmente aberto para todos no dia 19 de julho de 2012 No dia 02 de dezembro de 2014, os servidores do jogo foram fechados pela Level Up!. Nenhuma explicação foi dada.

### América do Norte
Em 14 de maio de 2016 o jogo recebeu o nome de Zombies Monsters Robots (ZMR) e foi lançado em closed beta pela empresa En Masse Entertainment No dia 19 de setembro de 2017 a empresa anunciou que os servidores seriam desligados em 31 de outubro do mesmo ano. Durante o período, a empresa se comprometeu a permitir a transferência de cash para outros jogos da companhia e deixou a loja de cash gratuita para os jogadores. 
América do Sul
O jogo chegou oficialmente para toda a América do Sul em 2015, disponível no idioma espanhol e português. É distribuído pela empresa Axeso5.  

### Europa
Hazard Ops foi o nome recebido pelo jogo em sua versão européia. Foi lançado em closed beta em 28 de maio de 2014 e os servidores foram encerrados em 02 de setembro de 2018. 

### Outros
O jogo também já foi lançado em outras regiões com o nome de Fire Storm (ativo atualmente) e Mercenary Online na versão filipina (servidor encerrado). 